# Wattenwylia
Wattenwylia is een geslacht van Phasmatodea uit de familie Diapheromeridae. De wetenschappelijke naam van dit geslacht is voor het eerst geldig gepubliceerd in 1938 door Piza. Het geslacht is vernoemd naar Karl Brunner-von Wattenwyl.

## Soorten
Het geslacht Wattenwylia omvat de volgende soorten:
- Wattenwylia cearensis Piza, 1938
- Wattenwylia foliata Piza, 1938